# Obwód twerski
Obwód twerski (ros. Тверская область); do 1990 obwód kaliniński (ros. Калининская область) – jednostka administracyjna Federacji Rosyjskiej.

## Geografia

### Położenie
Obwód twerski leży w zachodniej Rosji, w pobliżu granicy z Białorusią, na Nizinie Wschodnioeuropejskiej. Region graniczy z następującymi obwodami: moskiewskim, jarosławskim, wołogodzkim, smoleńskim, pskowskim i nowogrodzkim.
Na jego terenie znajduje się część Parku Narodowego „Zawidowo”.

### Powierzchnia
Obwód twerski ma powierzchnię 84,2 tys. km².
Rozciągłość regionu w kierunku północ-południe wynosi 260 km, zaś ze wschodu na zachód – 450 km.

### Rzeźba terenu
Teren obwodu w większości stanowi równina o charakterze nizinnym, będąca częścią Niziny Wschodnioeuropejskiej, zaś w zachodniej części obwodu znajduje się niewysoka wyżyna Wałdaj, także wchodząca w skład Niziny Wschodnioeuropejskiej. Także w centrum regionu znajduje się niewysoki obszar wyżynny tzw. Twerska grzęda morenowa.
Najwyższy punkt obwodu wznosi się na wysokość 346 m n.p.m., zaś najniżej położonym obszarem jest brzeg rzeki Kunia, znajdujący się 61 m n.p.m.

### Strefa czasowa
Obwód twerski należy do moskiewskiej strefy czasowej (MSK). UTC +4:00 przez cały rok. Wcześniej, przed 27 marca 2011 roku, obowiązywał czas standardowy (zimowy) strefy UTC+3:00, a czas letni – UTC+4:00.

### Roślinność

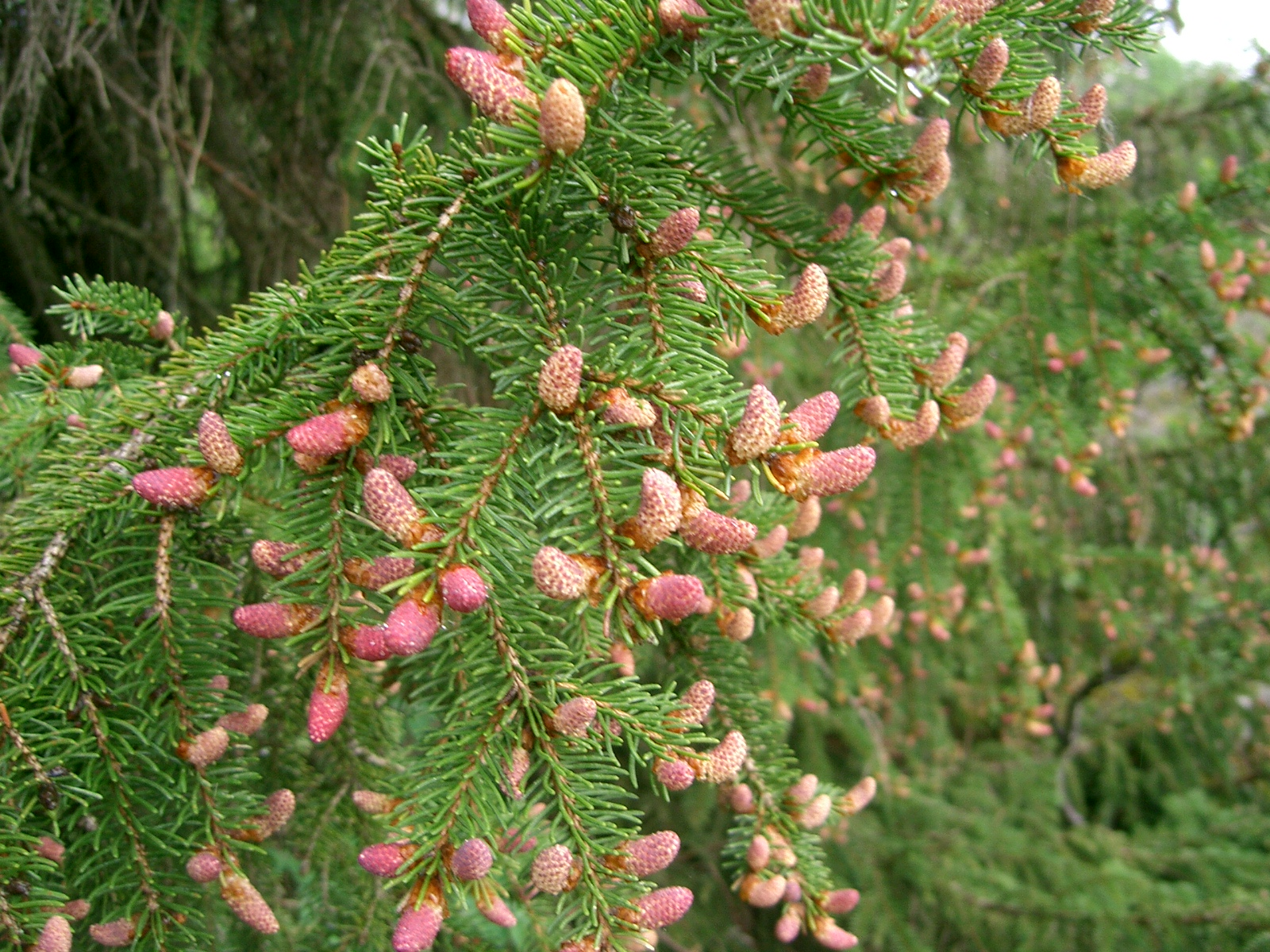
Świerk – najpowszechniej występujące drzewo regionu

Powierzchnię obwodu stanowią głównie lasy, stanowiące ponad 53% całego obszaru regionu. Lasy te należą do typu południowo-tajgowego, a w miarę posuwania się na południe przechodzą w lasy mieszane. Złożone są one przede wszystkim z drzew iglastych, najczęściej świerku i sosny. Ten ostatni gatunek dominuje na północy i południowym zachodzie obwodu.
Spośród gatunków liściastych występują tutaj głównie osiki, brzozy i olchy z domieszką innych gatunków.
Na terenie obwodu, na zajmujących sporą część powierzchni regionu (ok. 7%) obszarach podmokłych występują także skupiska roślinności bagiennej. Na obszarze tym znajdują się ponadto torfowiska.
Dużą część powierzchni stanowią grunty orne i pastwiska.

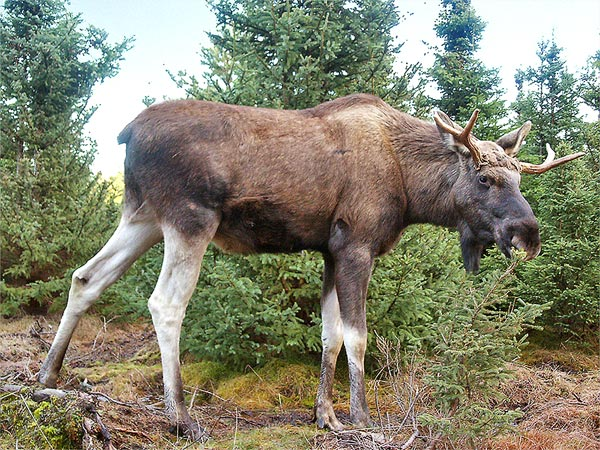
Łoś – jeden z typowych gatunków regionu

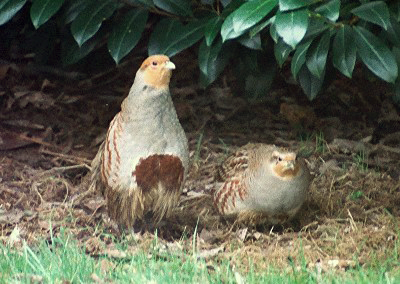
Kuropatwy

### Fauna
W stanowiących większość powierzchni regionu lasach tych żyją liczne gatunki leśnych zwierząt, typowych zarówno dla strefy tajgi, jak i lasów mieszanych. Spotkać tu można – ze ssaków m.in.: łoś, zając-bielak, rosomak, kuna leśna, borsuk, wilk szary, dzik, lis, ryś, liczne gatunki gryzoni itd. Z ptaków występują: np. kuropatwy, cietrzewie, jarząbki, kukułki, drozdy, dzięcioły, sikory, wrony, gile oraz liczne ptaki wodne – głównie różne gęsi i kaczki.
W licznych w regionie zbiornikach wodnych żyje wiele gatunków ryb, spośród których najważniejszymi (pod względem gospodarczym) są: łososie, leszcze, sandacze, okonie, szczupaki, nelmy, jazie i in.
Bogactwo zbiorników wodnych oraz liczne bagna sprzyjają rozwojowi owadów, których liczne gatunki w okresie wiosenno-letnim są uciążliwe dla mieszkańców i zwierząt gospodarczych.

### Hydrologia

#### Rzeki
Przez obszar obwodu przepływają liczne większe i mniejsze rzeki i strumienie, stanowiące dopływy głównej rzeki regionu – Wołgi. W sumie płynie tutaj ponad 800 rzek o łącznej długości ponad 17 tys. km.
Rzeki te należą do zlewisk mórz Bałtyckiego i Kaspijskiego, gdyż przez teren obwodu przebiega ich wododział.
Największe rzeki obwodu (podana długość dotyczy tylko rzeki w granicach obwodu):
- Wołga (ros. Волга) – 685 km
- Dźwina (ros. Западная Двина) – 262 km
- Twerca (ros. Тверца) – 188 km
- Miedwiedica (ros. Медведица) – 269 km
- Mołoga (ros. Молога) – 280 km
- Mieża (ros. Межа) – 259 km

#### Jeziora
W obwodzie znajduje się duża liczba jezior – najczęściej wymienia się tutaj liczbę 1769, głównie pochodzenia polodowcowego. Zajmują one ok. 1,4% całej powierzchni regionu. Największym jeziorem obwodu jest Seliger.
Największe jeziora obwodu:

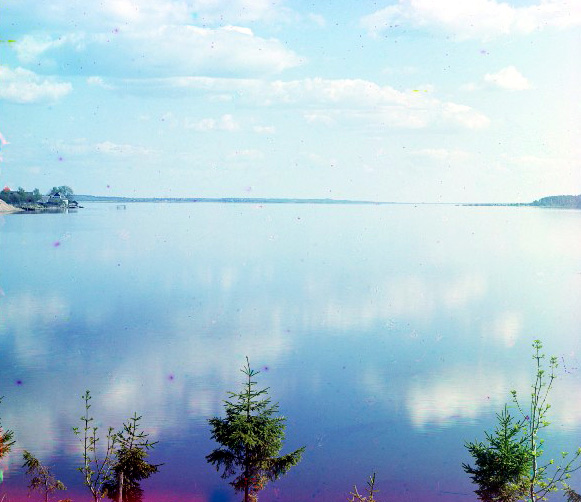
Jezioro Stierż

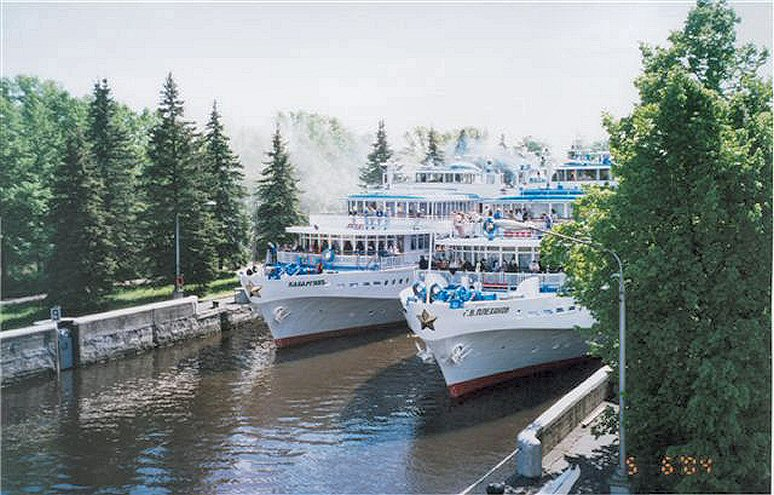
Droga wodna przy jednym ze sztucznych zbiorników wodnych

- Seliger (ros. Селигер) – 259,7 km²
- Wołgo (ros. Волго) – 61 km²
- Szlino (ros. Шлино) – 34 km²
- Wielikoje (ros. Великое) – 32 km²
- Piros (ros. Пирос) – 31 km²
- Wsieług (ros. Вселуг) – 30 km²
- Wieriestowo (ros. Верестово) – 23 km²
- Stierż (ros. Стерж) – 17 km²
- Pieno (ros. Пено) – 17 km²

Najgłębszym jeziorami są Brosno (41,5 m) i Dołosiec (41 m).
Oprócz jezior pochodzenia naturalnego na terenie obwodu znajdują się zbiorniki sztucznego pochodzenia. Największe z nich to powstałe na Wołdze:
- Zbiornik Rybiński (ros. Рыбинское водохранилище) – 4580 km²
- Zbiornik iwańkowski (ros. Иваньковское водохранилище) – 327 km²
- Zbiornik uglicki (ros. Угличское водохранилище) – 249 km²
- Zbiornik górnowołżański (ros. Верхневолжское водохранилище)
Także na innych rzekach regionu znajdują się sztuczne jeziora, np.
- Zbiornik wazuski (ros. Вазузское водохранилище) – 97 km²

### Klimat
W obwodzie panuje klimat umiarkowany ciepły, o charakterze kontynentalnym.
Zima jest dość chłodna – średnia temperatura stycznia to ok. −9 do −17 °C, lecz niezbyt długa, zaś lato – długie i ciepłe; średnia temperatura lipca to +17 do +18,5 °C. W stolicy regionu – Twerze – temperatury te mają wielkości odpowiednio: −9,6 °C i +18,2 °C.
W obwodzie notuje się dość wysoki poziom opadów (ok. 650 mm), głównie w postaci deszczu, którego największe nasilenie przypada na przełom lipca i sierpnia. W Twerze spada średnio 593 mm/rok.

## Historia

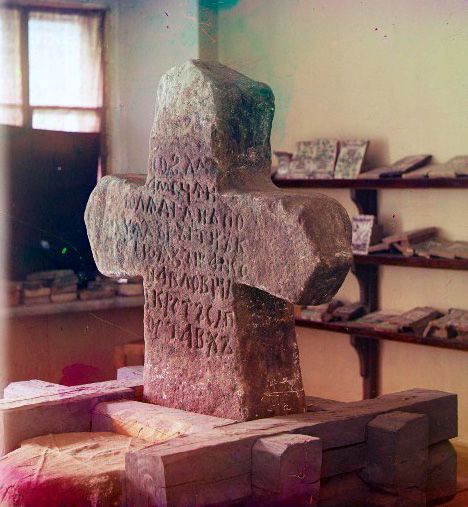
Tzw. Krzyż Stierżeński – postawiony w pobliżu jeziora Stierż przez nowogrodzkiego bojara, jak wynika z zapisanej na nim inskrypcji, 14 lipca 6641 (data podana według kalendarza bizantyńskiego; zgodnie z dzisiejszą rachubą czasu to rok 1133)

Badania archeologiczne wykazały, że w miejscu dzisiejszej stolicy regionu już w IX-X w. istniała niewielka osada. Twierdza w Twerze została wzniesiona najprawdopodobniej w latach 1130–1140, w trakcie wojny Rusi rostowsko-suzdalskiej z Księstwem Nowogrodzkim. Z kolei inne źródła jako datę powstania Tweru podają 1181. Niezależnie od daty powstania pod koniec XII w. Twer był niewielką twierdzą na zachodniej rubieży Rusi Suzdalskiej, a okoliczne ziemie podlegały temu właśnie państwu. Około 1220 region twerski wchodził w skład udzielnego księstwa perejasławskiego. Po zniszczeniu miasta przez Tatarów w 1238 gród odbudowano na przeciwnym brzegu rzeki.
Podział dzielnicowy Rusi spowodował, iż region twerski stał się niezależnym państwem (Księstwo twerskie). Stało się tak za panowania brata Aleksandra Newskiego – Jarosława Jarosławicza.
Księstwo twerskie przez pewien czas było jednym z ważniejszych na Rusi. Sprzyjało temu korzystne położenie samego miasta – na szlaku łączącym Nowogród Wielki z północno-wschodnimi terenami Rusi. Drugim ważnym czynnikiem powodującym wzrost znaczenia kraju była polityka władców Złotej Ordy (której podlegało Księstwo twerskie); polityka ta polegała m.in. na dbaniu o równowagę wśród zależnych od Tatarów ruskich księstw, co sprzyjało rozwojowi księstw słabszych i nie pozwalało na ich podbój w ramach ekspansji księstw silniejszych.
Zachodnią część dzisiejszego obwodu twerskiego z miastem Toropiec w późnym średniowieczu obejmowały granice Litwy.
W 1485 Księstwo twerskie zostało zaatakowane i podbite przez Ruś Moskiewską. Ówczesny twerski władca – Michał Borysowicz został zupełnie zaskoczony tym atakiem, wcześniej bowiem był sojusznikiem księcia moskiewskiego i wspierał go zbrojnie w walce z Tatarami i Księstwem Nowogrodu. Po upadku swej stolicy ostatni niezależny książę Tweru uciekł na Litwę. Po podboju moskiewskim księstwo twerskie zostało zlikwidowane, jednak za czasów Iwana Groźnego w mieście żył i nosił tytuł „księcia twerskiego” syn jednego z chanów; „władca” ten był jednak całkowicie zależny od Moskwy nie posiadał żadnej realnej władzy.
W 1580 w bitwie pod Toropcem Polacy dowodzeni przez Janusza Zbaraskiego odnieśli zwycięstwo nad liczniejszymi siłami rosyjskimi, a w 1609 pod Kalazinem została stoczona nierozstrzygnięta bitwa pomiędzy Rzecząpospolitą a siłami rosyjsko-szwedzkimi.

### Ziemia twerska w składzie Rosji i ZSRR

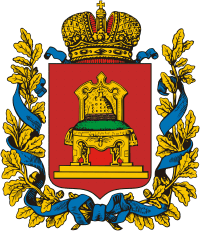
0Herb guberni twerskiej

W 1796 utworzona została gubernia twerska, istniała do 1929. W 1931 stolica regionu została przemianowana na Kalinin (na cześć radzieckiego działacza państwowego i partyjnego Michaiła Kalinina). Obwód twerski został utworzony 29 stycznia 1935 jako obwód kaliniński (ros. Калининская область). W latach 1937–1939 na terenie obwodu znajdował się Karelski Okręg Narodowościowy.

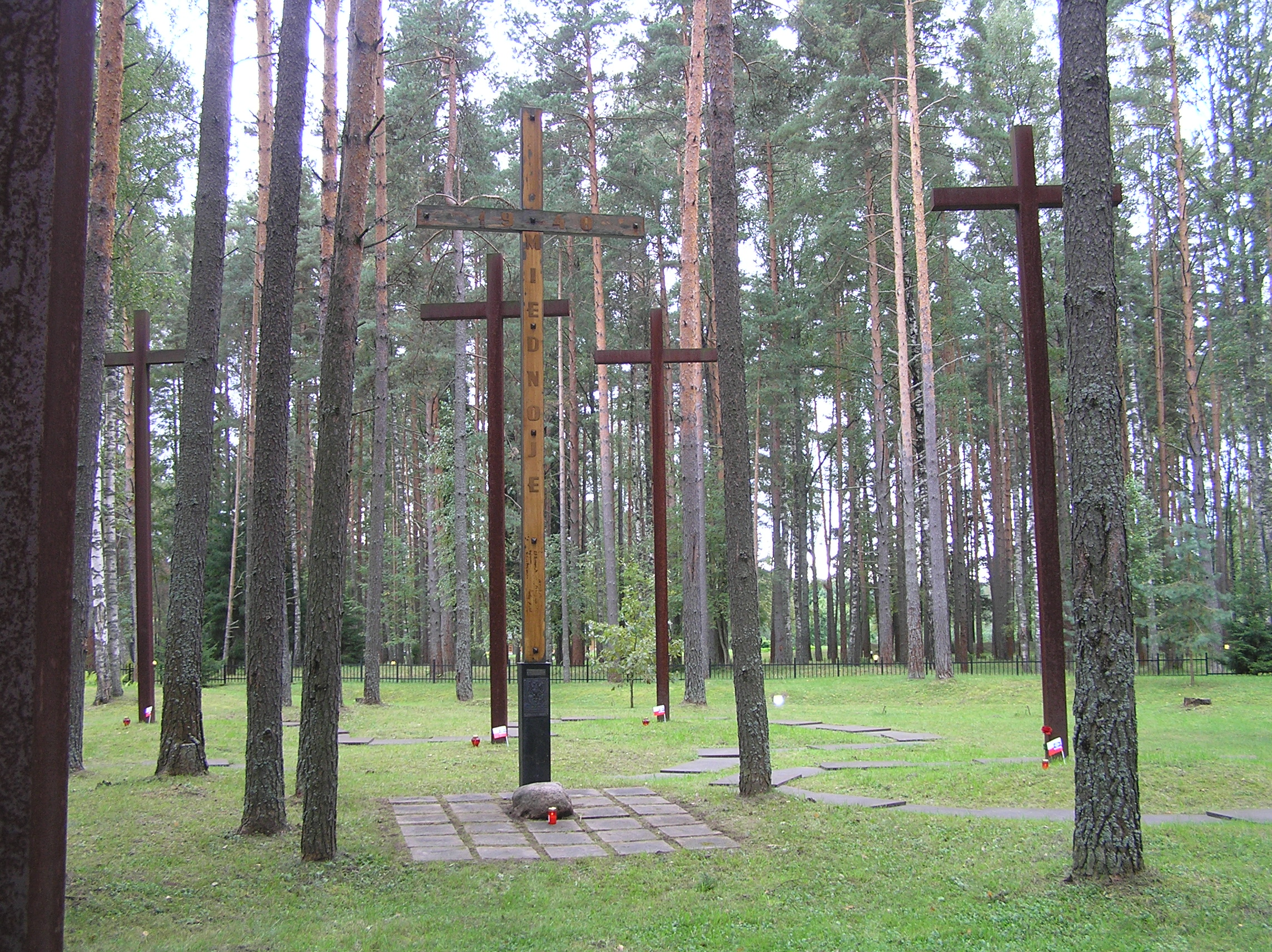
Polski Cmentarz Wojenny w Miednoje

Na terenie obwodu twerskiego leży miasto Ostaszków, gdzie znajdował się obóz NKWD dla jeńców polskich, zamordowanych następnie w Twerze w ramach zbrodni katyńskiej.
W czasie ataku III Rzeszy na ZSRR w 1941 teren obwodu kalinińskiego został zajęty przez Wehrmacht. Nastąpiło to w październiku 1941, jednak już w 2 miesiące później większość obszarów regionu (wraz z Twerem) została odbita przez Armię Czerwoną, zaś Twer stał się pierwszym dużym miastem ZSRR wyzwolonym spod okupacji niemieckiej.
W 1990, po zastąpieniu nazwy stolicy obwodu – miasta Kalinin – historyczną nazwą Twer, zmieniono nazwę obwodu na twerski.

## Ludność
W obwodzie mieszka 1 245 619 ludzi, 950 071 żyje w miastach, 295 548 na terenach wiejskich (2021).
Liczba ta w ostatnich latach spada w wyniku niskiego przyrostu naturalnego i emigracji zarobkowej do innych regionów Rosji, najczęściej dużych miast, zwłaszcza Moskwy.
Ponieważ wyjeżdżają głównie ludzie młodzi, średnia wieku mieszkańców obwodu jest dość wysoka.
Zmiany liczby mieszkańców obwodu
| Rok  | Liczba mieszkańców |
| ---- | ------------------ |
| 1989 | 1 670 000          |
| 2002 | 1 471 459          |
| 2005 | 1 425 582          |
| 2013 | 1 334 061          |
| 2021 | 1 246 759          |

Ludność miejska stanowi 73,5% populacji (2005).

### Gęstość zaludnienia
Średnia gęstość zaludnienia w obwodzie wynosi 17 os./km². W rzeczywistości istnieją duże różnice pod tym względem pomiędzy poszczególnymi częściami obwodu. W rejonie dużych miast gęstość zaludnienia przekracza tysiąc os./km² (Twer – 2767 os./km².), zaś pewne części rejonów wiejskich mają zaludnienie rzędu 2 – 3 os./km².

### Wyznania
Większość ludności wyznaje prawosławie, istnieje także spora liczba niewierzących, pozostała po okresie przymusowej ateizacji za czasów Związku Radzieckiego. Niektóre grupy mniejszości narodowych (np. Tatarzy, Tadżycy i Czeczeni) wyznają islam. Muzułmanie zamieszkują głównie na południu obwodu.

### Narodowości
Niemal całą populację obwodu stanowią Rosjanie. Na zachodzie obwodu istnieje oddzielna grupa etnograficzna tudovlyany. Według naukowców pochodzą od polskich osadników lub zasymilowanych Białorusinów.

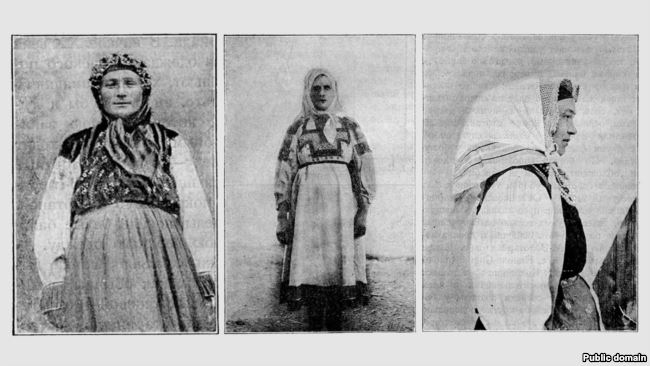
Tudovlyanski strój narodowy

Poza tym na terenie obwodu żyją niewielkie grupy mniejszości narodowych, jednak ich przedstawiciele żyją rozproszeniu na terenie całego obszaru obwodu, głównie w większych miastach, zaś jedyną mniejszością zamieszkującą w sposób zwarty są żyjący w jednym z północno-wschodnich rejonów Karelowie.
Liczebność poszczególnych narodów:
| Naród         | Liczebność w 2002 r. (w tysiącach) |
| ------------- | ---------------------------------- |
| Rosjanie      | 1361,0                             |
| Ukraińcy      | 22,6                               |
| Karelowie     | 14,6                               |
| Białorusini   | 8,6                                |
| Ormianie      | 7,3                                |
| Tatarzy       | 6,7                                |
| Azerbejdżanie | 4,6                                |
| Cyganie       | 4,6                                |
| Czuwasze      | 3,1                                |
| Czeczeni      | 2,7                                |
| Mołdawianie   | 1,8                                |
| Niemcy        | 1,8                                |
| Mordwini      | 1,7                                |
| Gruzini       | 1,4                                |
| Tadżycy       | 1,2                                |

```

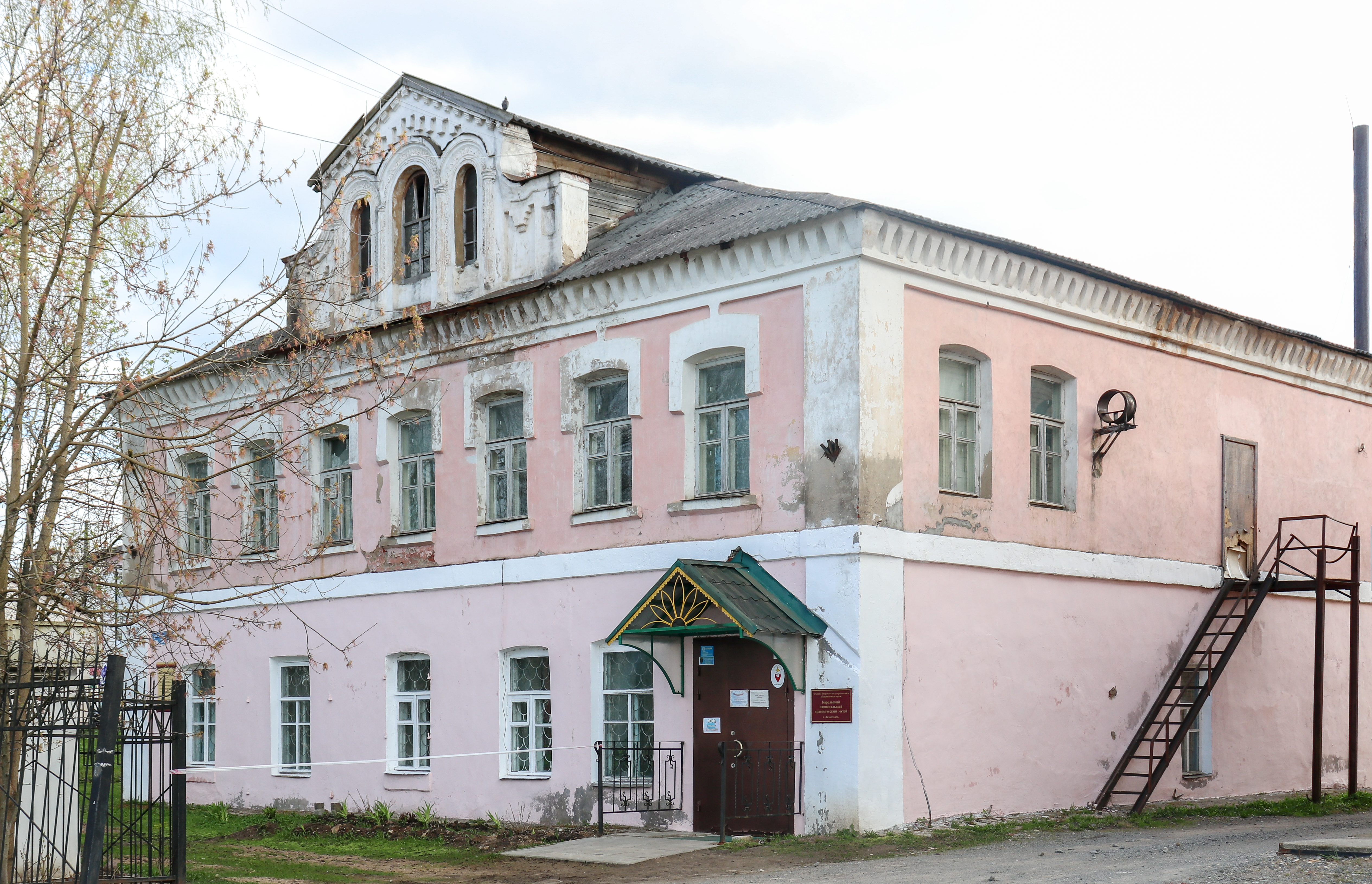
Muzeum w Lichosławlu, dawnej stolicy Karelskiego Okręgu Narodowościowego

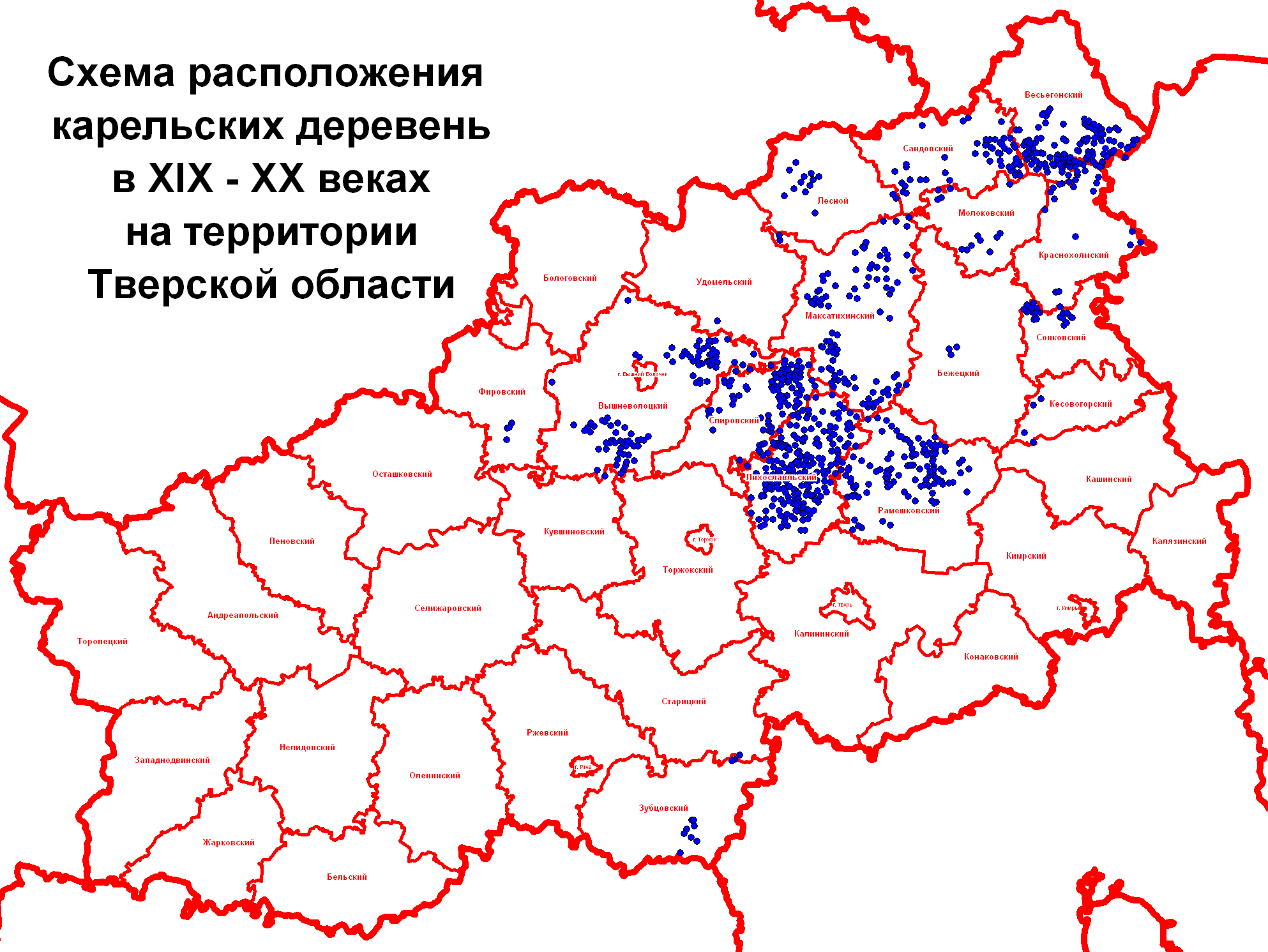
Lokalizacja osad karelskich na przełomie XIX/XX w. na obszarze dzisiejszego obwodu twerskiego

wymieniono tylko narody liczące ponad 1000
 
osób
```

## Miasta i osiedla typu miejskiego

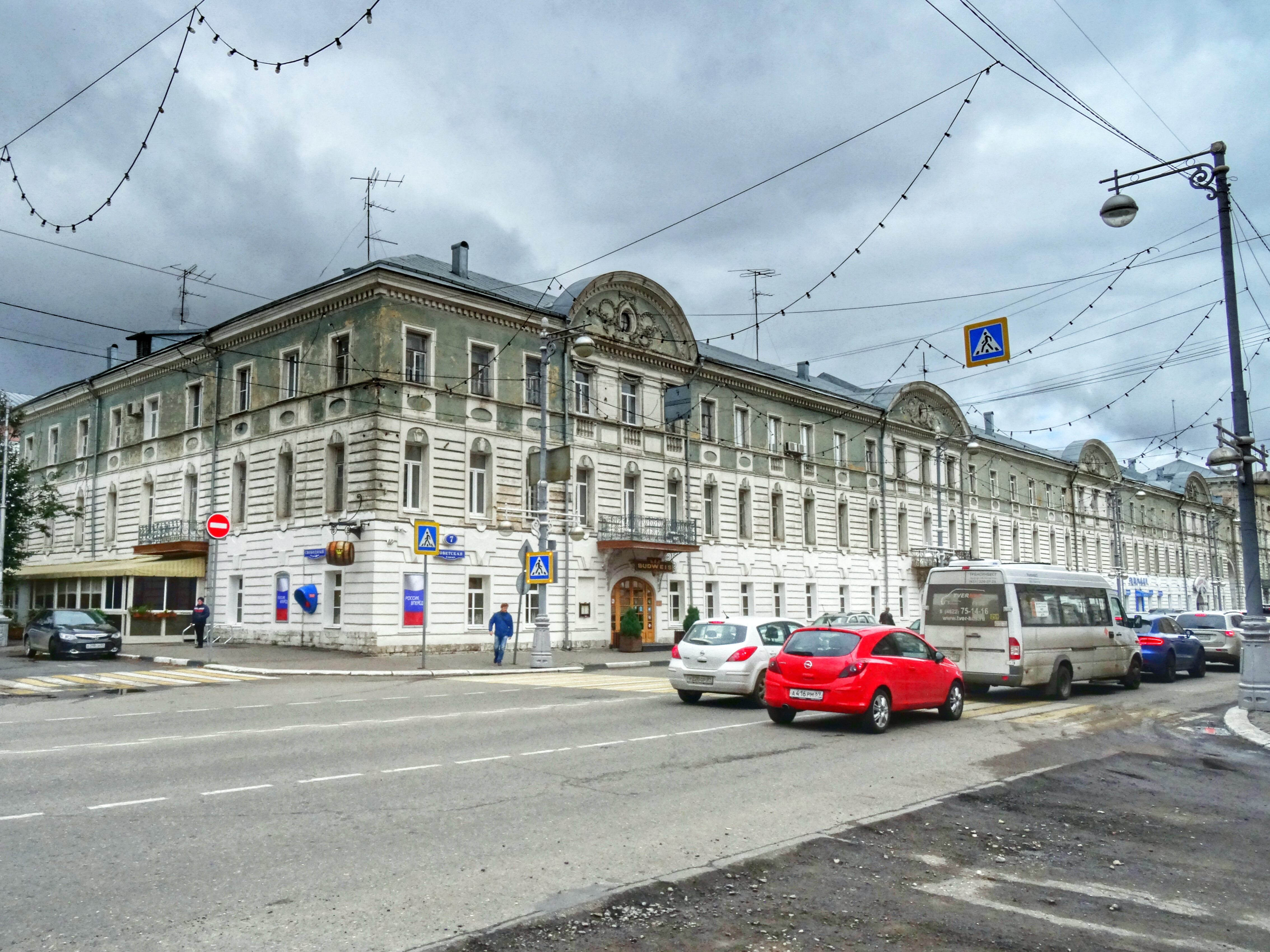
Twer jest stolicą i największym miastem obwodu oraz miejscem mordu ok. 6300 Polaków w ramach zbrodni katyńskiej

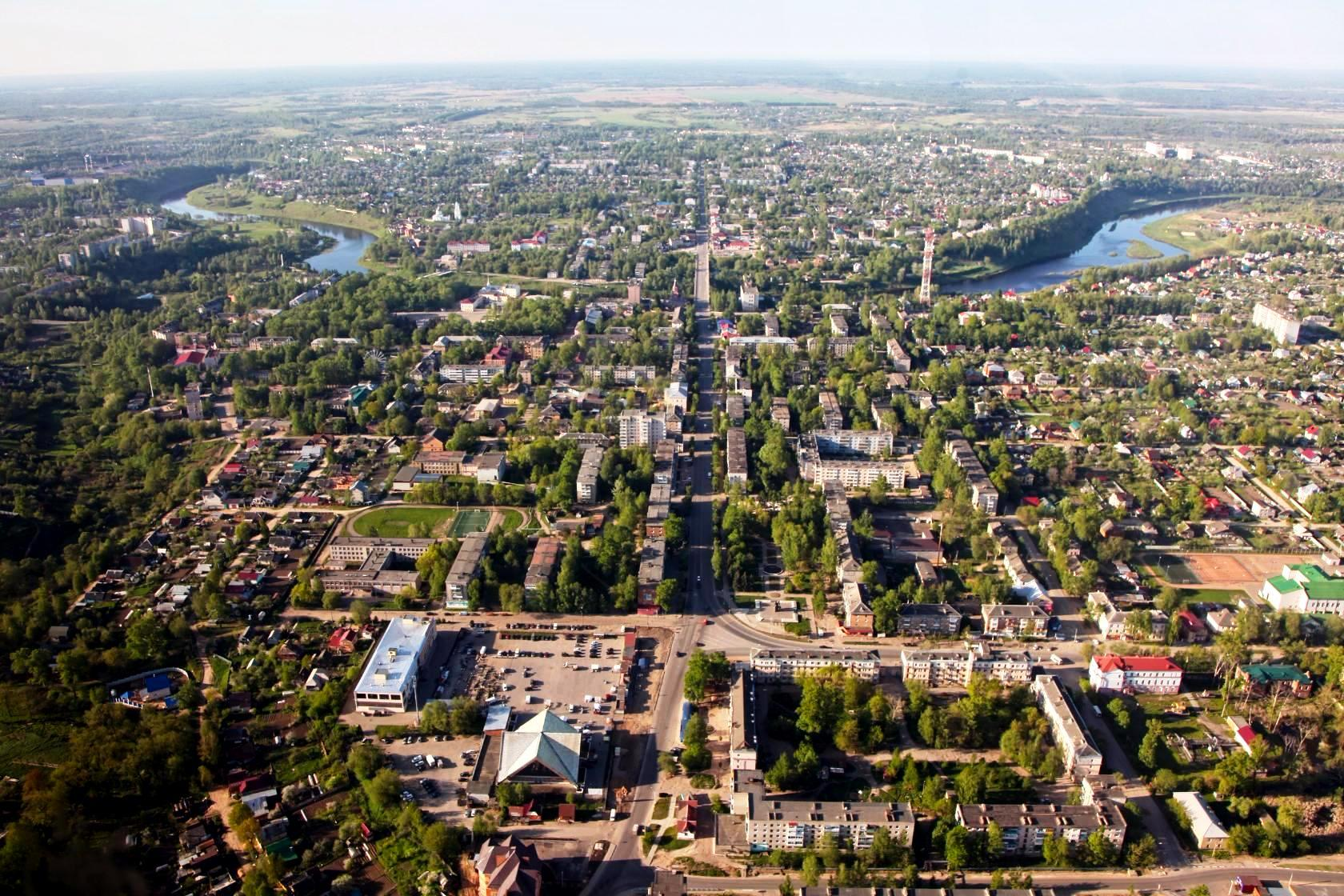
Rżew jest jednym z najstarszych miast obwodu

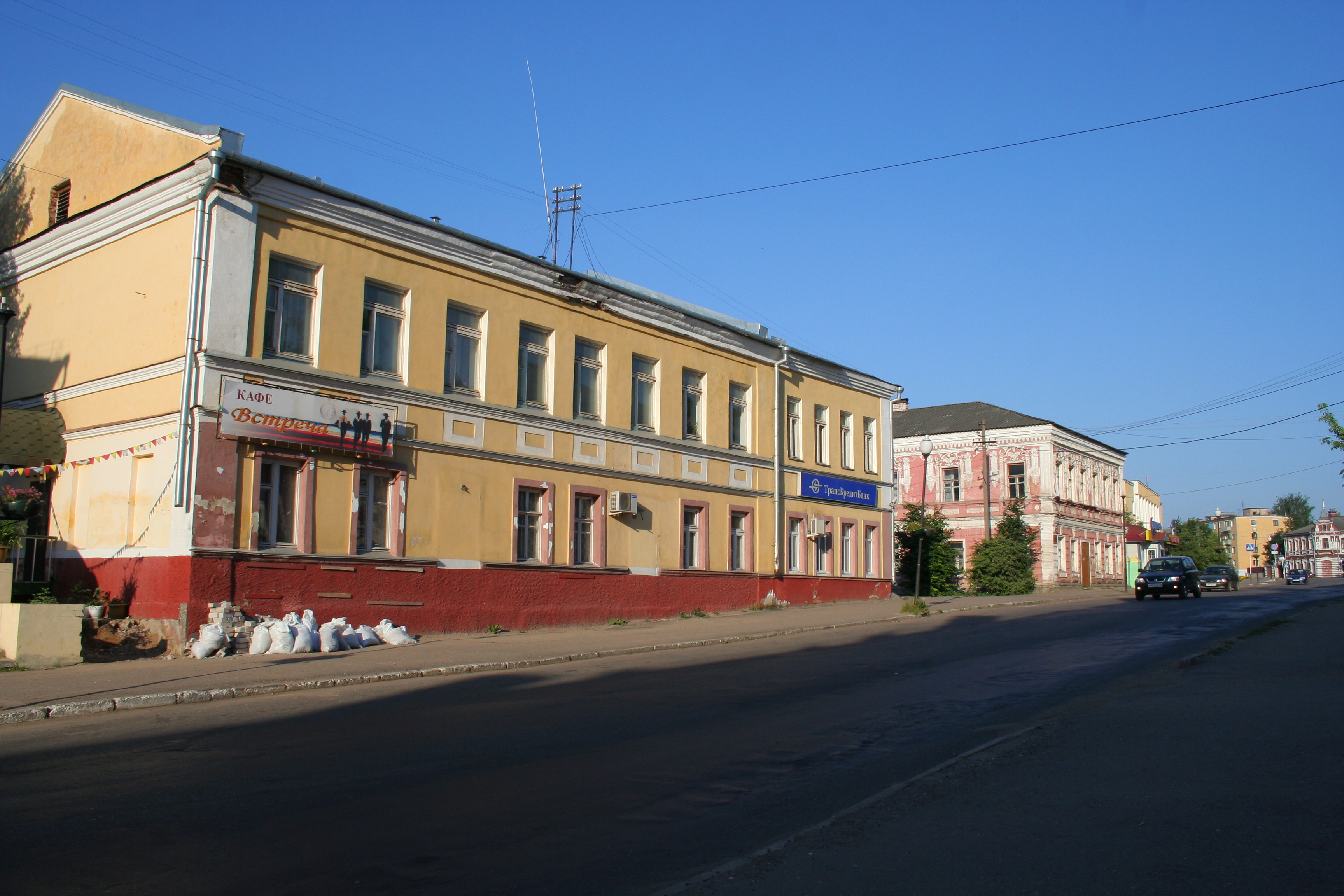
Bołogoje jest ważnym węzłem kolejowym w obwodzie

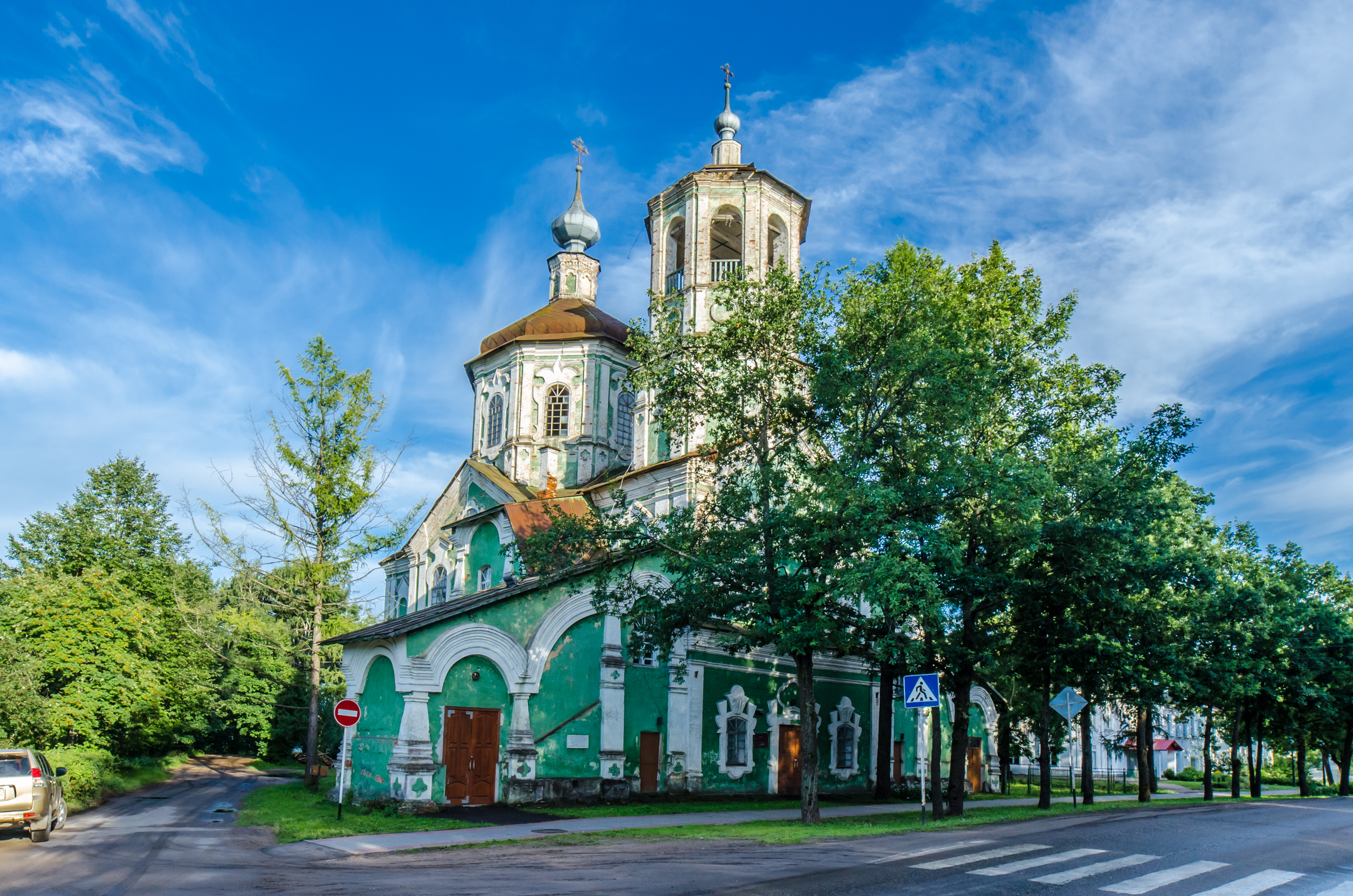
Toropiec w przeszłości przynależał do Litwy

Na terenie obwodu znajdują się 23 miasta i 30 osiedli typu miejskiego.
Największe miasta i osiedla typu miejskiego (stan na 1 stycznia 2005):
| Nazwa            | Nazwa rosyjska  | Liczba mieszkańców |
| ---------------- | --------------- | ------------------ |
| Twer             | Тверь           | 406 726            |
| Rżew             | Ржев            | 62 361             |
| Wysznij Wołoczok | Вышний Волочёк  | 54 619             |
| Kimry            | Кимры           | 51 366             |
| Torżok           | Торжок          | 48 208             |
| Konakowo         | Конаково        | 40 758             |
| Udomla           | Удомля          | 32 202             |
| Bieżeck          | Бежецк          | 27 381             |
| Bołogoje         | Бологое         | 25 782             |
| Nielidowo        | Нелидово        | 24 852             |
| Ostaszków        | Осташков        | 20 022             |
| Kaszyn           | Кашин           | 16 543             |
| Kalazin          | Калязин         | 14 424             |
| Toropiec         | Торопец         | 14 257             |
| Lichosławl       | Лихославль      | 12 220             |
| Riedkino         | Редкино         | 11 611             |
| Oziornyj         | Озёрный         | 10 825             |
| Kuwszinowo       | Кувшиново       | 10 779             |
| Maksaticha       | Максатиха       | 9800               |
| Zapadnaja Dwina  | Западная Двина  | 9647               |
| Starica          | Старица         | 9219               |
| Andrieapol       | Андреаполь      | 9108               |
| Wiesiegonsk      | Весьегонск      | 8311               |
| Nowozawidowskij  | Новозавидовский | 7583               |
| Zubcow           | Зубцов          | 7322               |
| Sieliżarowo      | Селижарово      | 7262               |
| Spirowo          | Спирово         | 6759               |
| Krasnyj Chołm    | Красный Холм    | 6182               |
| Krasnomajskij    | Красномайский   | 5775               |
| Olenino          | Оленино         | 5167               |

## Gospodarka
Gospodarka obwodu, po rozpadzie ZSRR pogrążona jest w kryzysie.
Produkt krajowy brutto regionu wynosi 94,9 mld rubli (2005), co daje 67 tys. rubli/os.
Podstawowymi źródłami utrzymania dla mieszkańców obwodu jest praca w szeroko pojmowanych usługach, przemyśle i rolnictwie.
Produkt krajowy brutto regionu wynosi 94,9 mld rubli (2005). Jego struktura wygląda następująco:
przemysł przetwórczy – 22,4%
przemysł elektroenergetyczny – 7,5%
handel – 16,8%
transport i komunikacja – 13,9%
budownictwo – 9,0%
rolnictwo – 8,1%

### Przemysł
Głównym centrum gospodarczym i ośrodkiem przemysłowym na terenie obwodu jest jego stolica – Twer.
Znajdują się tam m.in. zakłady przemysłu maszynowego, lekkiego, chemicznego, poligraficznego, spożywczego i budowlanego.
Także inne większe miasta na terenie obwodu (Rżew, Wysznij Wołoczok, Kimry, Torżok i inne) stanowią ośrodki przemysłowe, w których znajduje się m.in. przemysł lekki, spożywczy, elektromaszynowy, budowlany, celulozowo-papierniczy, meblowy oraz budowlany.
Około 30% wartości produkcji przemysłowej przypada na przemysł maszynowy i elektromaszynowy, a 7% – na przemysł lekki.
30% wartości produkcji przemysłowej wytwarza elektroenergetyka.

### Rolnictwo
Duże znaczenie w gospodarce obwodu odgrywa rolnictwo, któremu sprzyjają dość korzystne warunki klimatyczne i glebowe. Najczęściej uprawiane są rośliny pastewne, a także zboża, głównie pszenica i żyto, w mniejszym stopniu owies, a poza tym len, ziemniaki oraz warzywa, a także, na niewielką skalę – owoce.
Łączna powierzchnia terenów rolniczych w regionie to 2434,6 tys. ha. Ponad 60% tej liczby to grunty orne. Powierzchnia zasiewów w 2001 wynosiła 898,9 tys. ha., z czego zboża zajmowały 200,3 tys. ha, len – 22,1 tys. ha., ziemniaki – 49,2 tys. ha., a warzywa – 10,6 tys. ha. W 2001 z zasiewów tych uzyskano m.in. 206,4 tys. ton ziarna, 604,5 tys. ton ziemniaków i 10,2 tys. ton. włókna lnianego. Łączna wartość produkcji rolnej (bez hodowli) to ok. 11.331 mln rubli (dane za 2004).

#### Hodowla
Chów i hodowla zwierząt ukierunkowana na produkcję mięsno-mleczną jest podstawą gospodarki rolnej regionu. Chów obejmuje głównie bydło domowe, a także trzodę chlewną i drób. W 2002 г. na terenie obwodu żyło m.in. 348,2 tys. sztuk bydła (z czego 174,3 tys. krów mlecznych), 127,8 świń i 3374,5 tys. drobiu różnych gatunków.
Zwierzęta te w 2001 dostarczyły 74,8 tys. ton mięsa, 476,5 tys. ton mleka i 484,5 mln szt. jaj.

### Transport

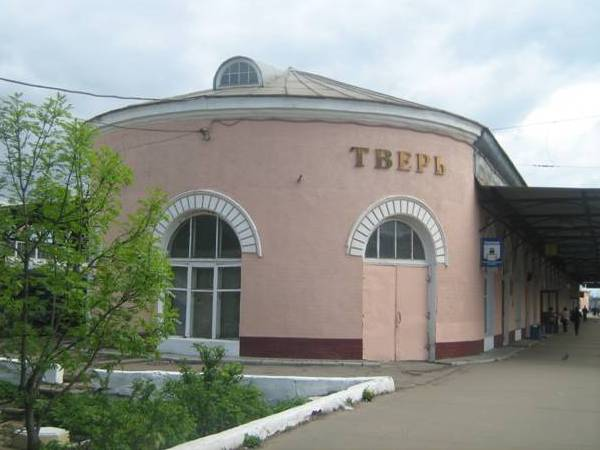
Dworzec kolejowy w Twerze

Przez obszar obwodu przechodzi bardzo ważna linia kolejowa Moskwa – Petersburg, łącząca byłą i obecną stolicę Rosji. Odchodzące od tej trasy odnogi prowadzą do innych dużych miast kraju, przechodząc przez ośrodki miejskie obwodu.
Na terenie obwodu znajduje się 16.032 dróg o utwardzonej nawierzchni, w tym bardzo ważne z gospodarczego punktu widzenia trasy M-9 M-10.
Pod Twerem znajdują się dwa duże cywilne porty lotnicze: międzynarodowy Migaczowo oraz lokalny Zmiejewo.
Ważne znaczenie w transporcie towarów odgrywa transport wodny, którego głównym szlakiem jest Wołga; najważniejszym portem jest port „Twer”.
Przez teren obwodu biegną liczne rurociągi, w tym strategiczne dwa ropociągi. Jeden z nich łączy port w Primorsku z Jarosławiem; przepustowość tego rurociągu to 25 mln t./rok. Drugi z nich łączy Jarosław z Połockiem, zaś jego nominalna przepustowość to ponad 20 mln t./rok; w rzeczywistości możliwości tego rurociągu nie są w pełni wykorzystywane (w 2006 przesłano nim tylko 3 mln ton ropy).
Istnieje tutaj także kilka ważnych nitek gazociągów, prowadzących z zachodniej Syberii do zachodnich rejonów Rosji i dalej do Europy.

### Energetyka

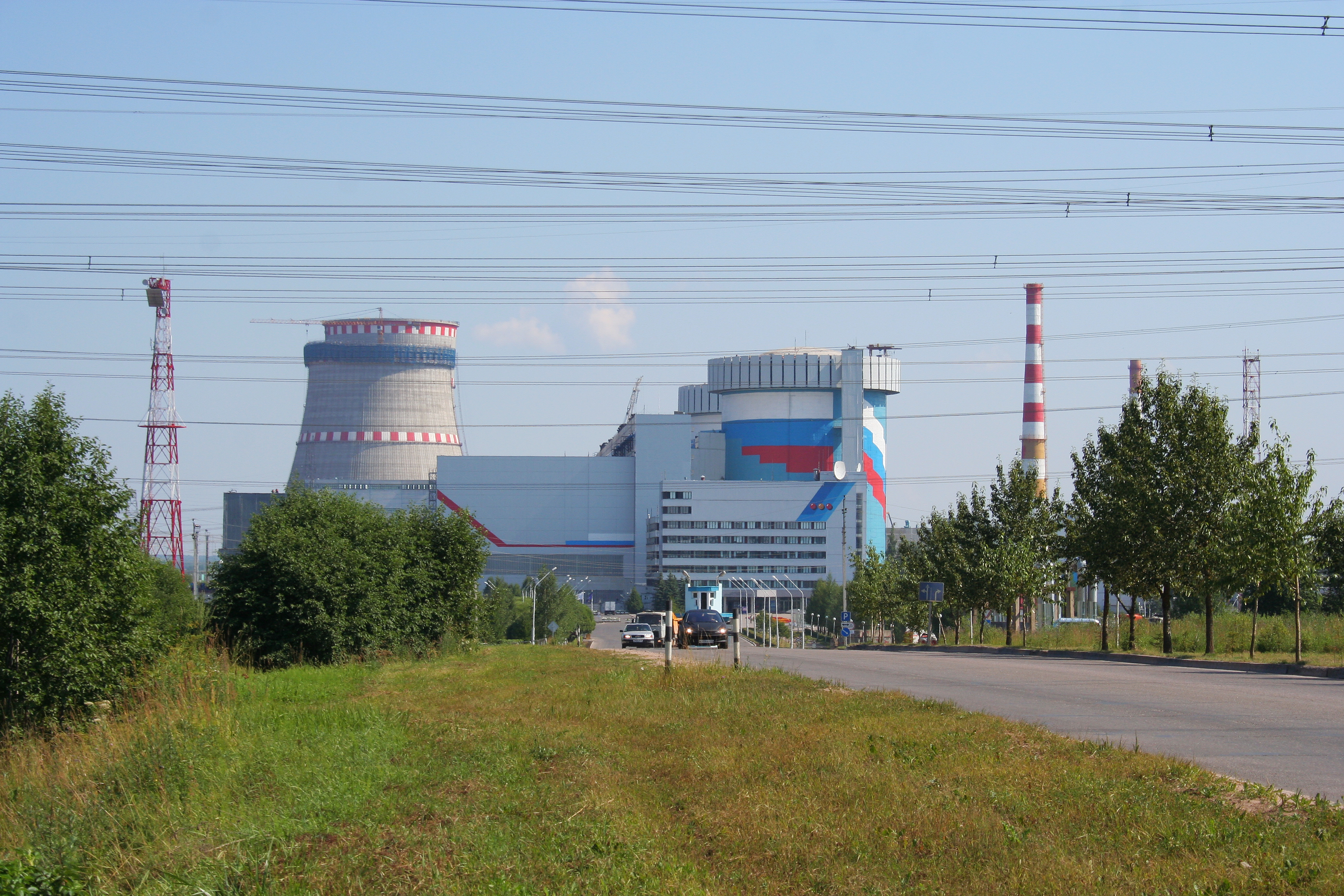
Elektrownia Jądrowa Kalinin w Udomli

Energetyka stanowi 30% wartości produkcji przemysłowej regionu.
Na terenie obwodu znajdują się m.in. mające status „federalnych”: elektrownia atomowa (Калининская АЭС) o mocy 3 GW (21,1 mld kW/h w 2006) oraz elektrownia wodna (Конаковская ГРЭС) o mocy 2,4 GW (8,1 mld kW/h w 2006). Prócz nich istnieje kilka regionalnych elektrociepłowni, zasilanych węglem i torfem z lokalnych złóż.

### Bogactwa naturalne
Głównymi bogactwami naturalnymi regionu są surowce energetyczne: węgiel i torf.
Na terenie obwodu znajdują się duże pokłady węgla brunatnego, stanowiące cześć tzw. zagłębia podmoskiewskiego zagłębia węglowego.
W równinnej części obwodu szeroko rozpowszechnione są złoża torfu, szacowane na ok. 15,4 mld m³ (ok. 2051 mln ton), co stanowi 7% torfu znajdującego się w europejskiej części Rosji. Dla potrzeb przemysłu eksploatacja tego surowca prowadzona jest w 43 miejscach, na obszarze ok. 300 tys. ha.
Ponadto znajdują się tutaj złoża wapieni, glin ogniotrwałych i budowlanych, piasków kwarcowych, sapropelu, oraz źródła wód mineralnych.

## Symbole obwodu
Herb obwodu twerskiego jest praktycznie kopią herbu guberni twerskiej, który z kolei semantycznie nawiązuje do herbu Tweru.
Flaga obwodu twerskiego ma postać herbu regionu umieszczonego na płótnie w kolorach tegoż herbu.

## Władza i administracja

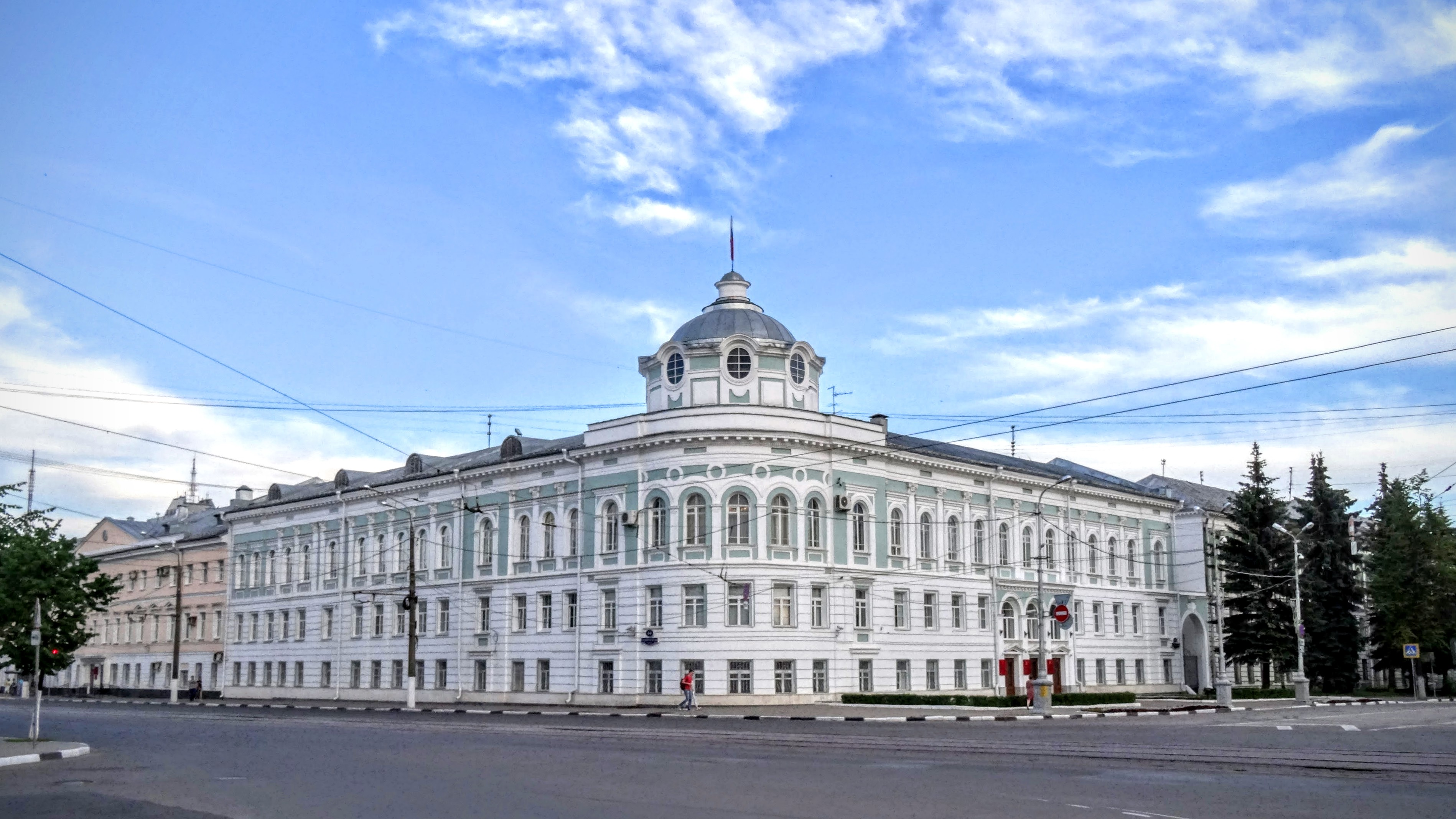
Gmach administracji obwodowej w Twerze

Obwód, podobnie jak inne części Rosji, posiada dość szeroki zakres autonomii. Władzę prawodawczą sprawuje Obwodowe Zgromadzenie Prawodawcze, złożone z 33 posłów, spośród których 17 wybieranych jest z list partyjnych, a 16 – w jednomandatowych okręgach.
Skład aktualnie urzędującego zgromadzenia ustaliły wybory z 18 grudnia 2005. Najwięcej mandatów (150 uzyskała w nich partia Jedna Rosja).
Na czele lokalnej administracji stoi gubernator. Obecnie funkcję tę sprawuje Igor Rudenia.

## Podział administracyjny

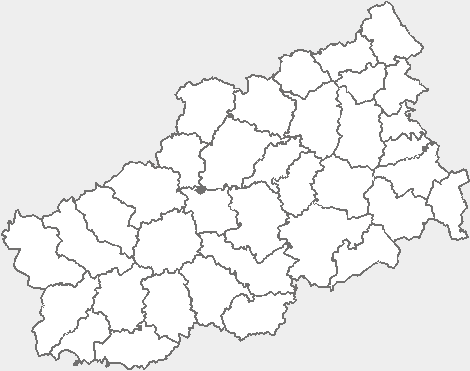
Podział administracyjny obwodu

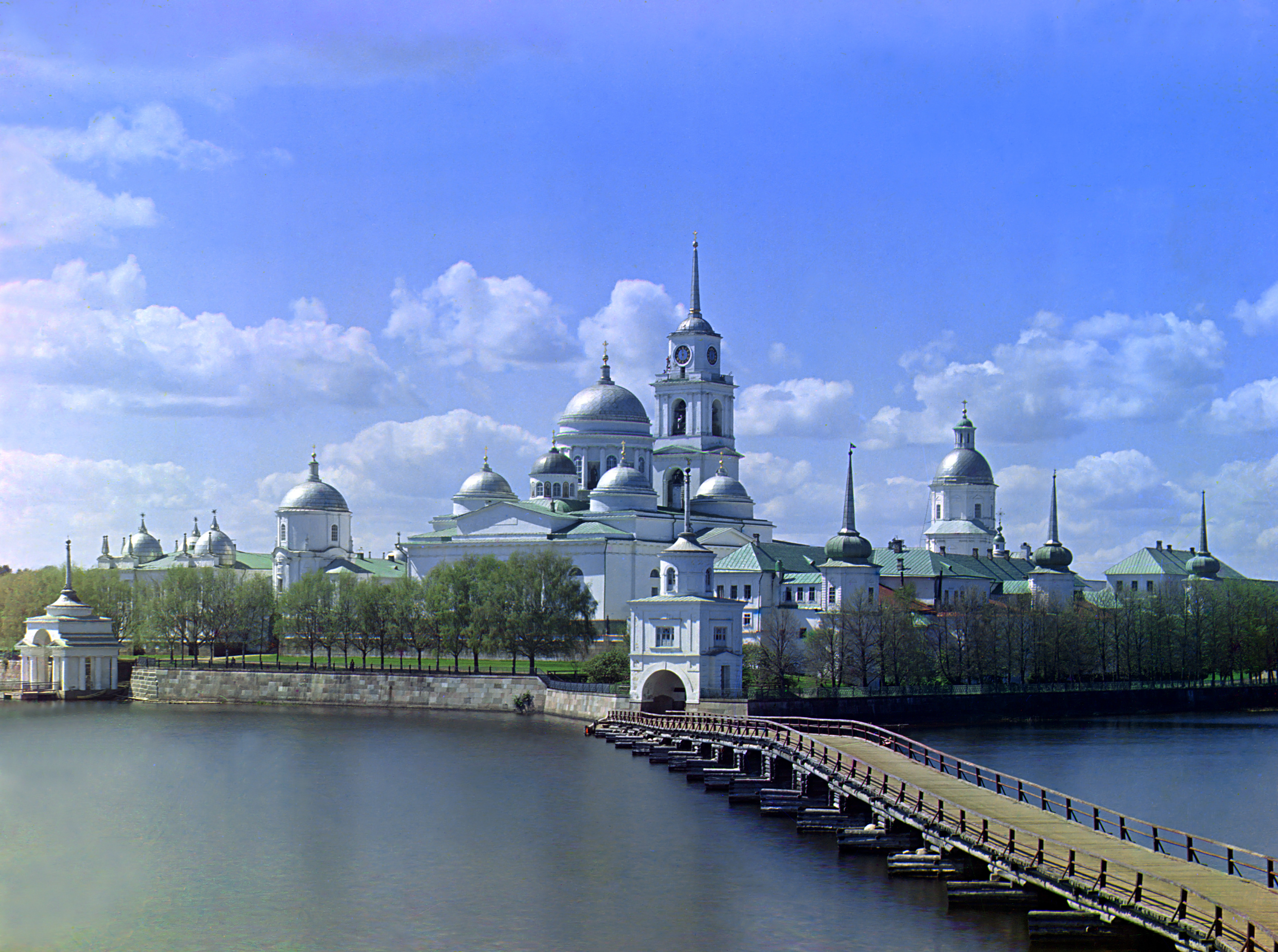
Męski monaster Pustelnia Niłowo-Stołobieńska na wyspie Stołobynyj, położonej na jeziorze Seliger, niedaleko Ostaszkowa, dawny obóz dla polskich jeńców zamordowanych w Twerze w ramach zbrodni katyńskiej

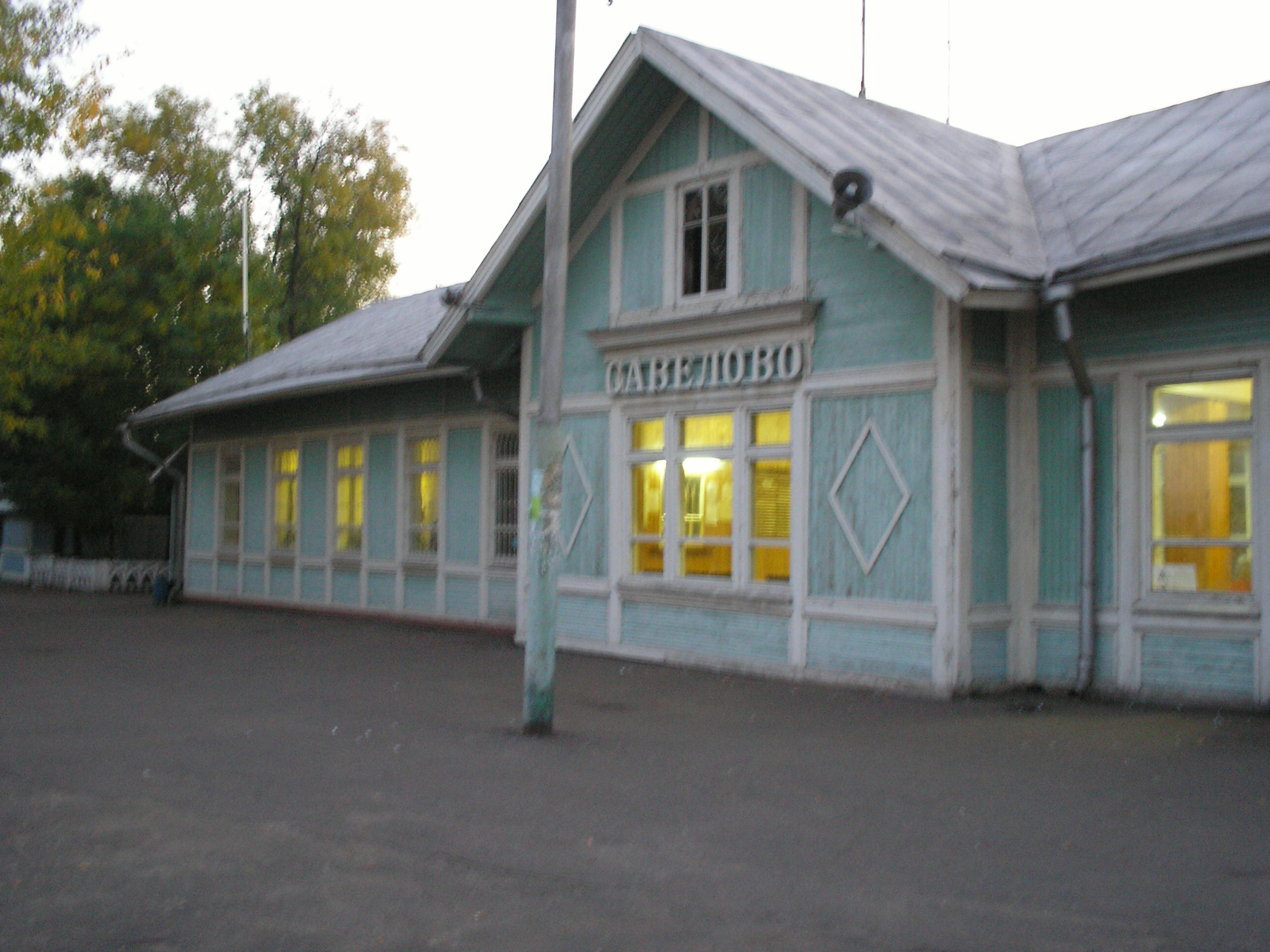
Stacja kolejowa Sawiełowo

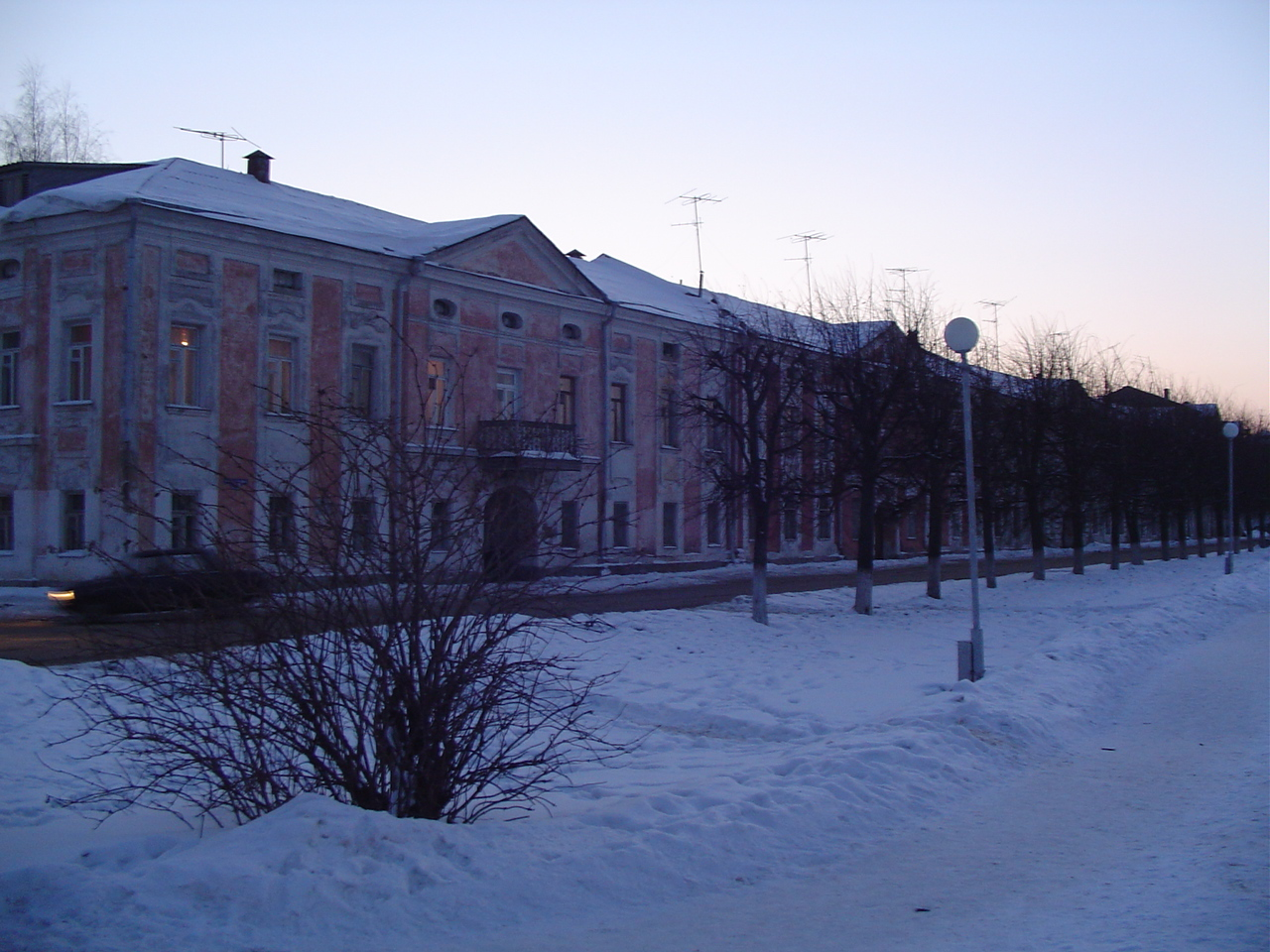
Twer zimą

12 największych miast rejonu stanowi okręgi miejskie i są to:
1. Bieżeck (ros. Бежецк)
2. Bołogoje (ros. Бологое)
3. Kaszyn (ros. Кашин)
4. Kimry (ros. Кимры)
5. Konakowo (ros. Конаково)
6. Nielidowo (ros. Нелидово)
7. Ostaszków (ros. Осташков)
8. Rżew (ros. Ржев)
9. Torżok (ros. Торжок)
10. Twer (ros. Тверь)
11. Udomla (ros. Удомля)
12. Wysznij Wołoczok (ros. Вышний Волочёк)

Pozostała powierzchnia obwodu podzielona jest na 36 rejonów.
1. Rejon andrieapolski (ros. Андреапольский район)
2. Rejon bielski (ros. Бельский район)
3. Rejon bieżecki (ros. Бежецкий район)
4. Rejon bołogowski (ros. Бологовский район)
5. Rejon firowski (ros. Фировский район)
6. Rejon kalaziński (ros. Калязинский район)
7. Rejon kaliniński (ros. Калининский район)
8. Rejon kaszyński (ros. Кашинский район)
9. Rejon kiesowogorski (ros. Кесовогорский район)
10. Rejon kimrski (ros. Кимрский район)
11. Rejon konakowski (ros. Конаковский район)
12. Rejon krasnochołmski (ros. Краснохолмский район)
13. Rejon kuwszynowski (ros. Кувшиновский район)
14. Rejon leśnojski (ros. Лесной район)
15. Rejon lichosławlski (ros. Лихославльский район)
16. Rejon maksatichiński (ros. Максатихинский район)
17. Rejon mołokowski (ros. Молоковский район)
18. Rejon nielidowski (ros. Нелидовский район)
19. Rejon oleniński (ros. Оленинский район)
20. Rejon ostaszkowski (ros. Осташковский район)
21. Rejon pienowski (ros. Пеновский район)
22. Rejon ramieszkowski (ros. Рамешковский район)
23. Rejon rżewski (ros. Ржевский район)
24. Rejon sandowski (ros. Сандовский район)
25. Rejon sieliżarowski (ros. Селижаровский район)
26. Rejon sonkowski (ros. Сонковский район)
27. Rejon spirowski (ros. Спировский район)
28. Rejon staricki (ros. Старицкий район)
29. Rejon torżokski (ros. Торжокский район)
30. Rejon toropiecki (ros. Торопецкий район)
31. Rejon udomielski (ros. Удомельский район)
32. Rejon wiesiegoński (ros. Весьегонский район)
33. Rejon wyszniewołocki (ros. Вышневолоцкий район)
34. Rejon zapadnodwiński (ros. Западнодвинский район)
35. Rejon zubcowski (ros. Зубцовский район)
36. Rejon żarkowski (ros. Жарковский район)

## Tablice rejestracyjne
Tablice pojazdów zarejestrowanych w obwodzie twerskim mają oznaczenie 69 w prawym górnym rogu nad flagą Rosji i literami RUS.